# Spontaneous Combustion (britische Band)
Spontaneous Combustion war eine britische Progressive-Rock-Band, die 1971 gegründet wurde und sich nach zwei Alben wieder auflöste.
Die Bandmitglieder waren Tony Brock (Schlagzeug – später bei The Babys und Rod Stewart), Gary Margretts (Gitarre, Gesang) und Tristian Margretts (Bass, Gesang).

## Diskografie
Alben
- 1972: Spontaneous Combustion – produziert von Greg Lake
- 1973: Triad

Singles
- 1971: Lonely Singer
- 1972: Gay Time Night
- 1973: Sabre Dance Pts 1 & 2